# Une nuit à Megève
Pour plus de détails, voir Fiche technique et Distribution.
Une nuit à Megève est un film français réalisé par Raoul André, sorti en 1953.

## Fiche technique
- Titre : Une nuit à Megève
- Réalisation : Raoul André
- Scénario et dialogues : Raoul André, d'après la pièce de Jean de Létraz
- Photographie : Noël Ramettre
- Montage : Gabriel Rongier
- Musique : Henri Leca
- Son : Jean Bertrand
- Décors : Louis Le Barbenchon
- Société de production : ATICA
- Directeur de production : Ralph Baum
- Société de distribution : Mondial Films
- Pays d'origine :  France
- Langue : français
- Format :  Noir et blanc - 1,37:1 - 35 mm - Son mono
- Genre : Comédie
- Durée : 91 minutes
- Dates de sortie : 
  - France : 29 mai 1953

## Distribution
- Michèle Philippe : Régine
- Jeannette Batti : Georgette
- Jacques Morel
- Raymond Bussières : Ferdinand
- Paul Cambo : Daniel
- Annette Poivre : La bonne
- Claire Duhamel : Magali
- Paul Demange : Le portier
- Marcelle Duval : La belle-mère
- Michel Marsay : Maurice
- Albert Montigny